# NIKA Racing
La NIKA Racing (acronimo di Nicklas Karlsson Racing) è una scuderia automobilistica svedese con sede a Katrineholm. Fondata nel 2006 dall'ex pilota automobilistico Nicklas Karlsson, è nota soprattutto per la sua militanza in varie competizioni turismo. Ha partecipato allo campionato svedese turismo e, dopo la fusione di quest'ultimo con il campionato danese turismo, al campionato scandinavo turismo. Dal 2010 al 2015 ha militato nel campionato del mondo turismo. Nel 2017, a causa dei gravi problemi economici, è stata costretta a cedere tutte le sue strutture. Dopo alcuni anni fuori dalle competizioni professionistiche, nel 2020 ha fatto ritorno alle corse iscrivendosi alla Formula Nordic.

## Storia

### Campionato svedese turismo
Fondata nel 2006 dal pilota Nicklas Karlsson, la scuderia ha firmato un accordo con la Chevrolet Svezia, ottenendo una Chevrolet Lacetti uguale a quelle usate nel WTCC. Alla stagione del debutto la vettura, guidata da Karlsson, ha disputato solo alcune gare, senza ottenere punti. Per la stagione 2008 è stato ingaggiato Thomas Schie, che ha disputato tutte le gare, classificandosi settimo con 26 punti. Schie è stato confermato anche per la stagione successiva, ma ha lasciato il suo posto dopo tre gare a causa di alcuni dissapori con la scuderia ed è stato sostituito da Pontus Mörth. Mörth si è classificato undicesimo con 15 punti, mentre Schie si è classificato quattordicesimo con 7 punti.
Per la stagione 2010 la Chevrolet Svezia ha fornito alla scuderia una nuova Chevrolet Cruze, alla guida della quale è stato ingaggiato Viktor Hallrup, che si è classificato undicesimo con 67 punti.

### Campionato scandinavo turismo
Dopo la fusione tra Sweden Touring Car Championship e Danish Touring Car Championship la scuderia ha annunciato l'iscrizione alla stagione inaugurale dello Scandinavian Touring Car Championship. Per il nuovo campionato la NIKA ha ottenuto una seconda Cruze e addirittura una terza per le ultime gare del campionato. Accanto al confermato Hallrup è stato ingaggiato il veterano Rickard Rydell, ai quali si è poi aggiunto il danese Michel Nykjær. Questa stagione segnerà la prima e unica vittoria della squadra nell'STCC grazie ai 219 punti segnati da Rydell (appena due in più di Fredrik Ekblom, secondo classificato).
Per la stagione 2012 sono stati confermati Rydell e Nykjær. Anche questa seconda stagione si è rivelata positiva; i due piloti si sono infatti classificati rispettivamente secondo e terzo, con 258 e 231 punti dietro al solo Johan Kristoffersson su Volkswagen Scirocco. In vista della stagione 2013 sono state introdotte le nuove specifiche TTA; per questo motivo la scuderia ha annunciato il ritiro dall'STCC per passare al WTCC.

### Campionato del mondo turismo
Nel 2010 la scuderia ha iscritto la Chevrolet Cruze utilizzata nell'STCC alla gara d'Italia del WTCC. In quanto scuderia ufficiale della Chevrolet Svezia, la NIKA non ha potuto partecipare al trofeo Yokohama, riservato alle scuderie private. Alla guida della vettura è stato ingaggiata la stella del Turismo Competición 2000 Leonel Pernía. L'argentino è stato costretto al ritiro in gara-1, ma in gara-2 ha ottenuto un decimo posto che è valso il primo punto della scuderia nel WTCC.
Nella stagione 2012 la NIKA ha iscritto la Cruze di Rydell. Il campione svedese ha ottenuto un quarto e un decimo posto battagliando con le Cruze ufficiali di Yvan Muller, Robert Huff e Alain Menu. Le due chiusure a punti hanno valso a Rydell 14 punti nella classifica piloti.
Dopo aver annunciato il disimpegno dall'STCC la NIKA ha annunciato l'iscrizione alla stagione 2013 del WTCC come scuderia regolare. Alla guida della Cruze è stato ingaggiato Michel Nykjær, che ha lasciato la scuderia dopo la gara degli Stati Uniti per problemi di sponsorizzazione. Per le ultime tre gare la scuderia si è affidata ai giapponesi Yukinori Taniguchi e Hiroki Yoshimoto e a Rydell. Michel Nykjær si è classificato settimo con 180 punti (al momento del ritiro era terzo davanti a diversi piloti ufficiali, tra i quali il campione in carica Robert Huff). Gli altri tre piloti non sono invece riusciti a ottenere punti iridati.
Per la 2014 la FIA ha introdotto le nuove specifiche TC1 nel WTCC. Per questo motivo la scuderia ha rotto la storica alleanza con la Chevrolet Svezia per cercare una nuova vettura con specifiche TC1. Non essendo riuscita a trovare una vettura con le nuove specifiche, la scuderia ha acquistato una Honda Civic con specifiche TC2, che è stata iscritta alla gara d'Ungheria con Taniguchi, che si è classificato diciassettesimo in entrambe le gare.
Per della stagione 2015 la scuderia ha firmato un nuovo accordo con la Honda Svezia, che ha fornito una nuova Civic con specifiche TC1, alla guida della quale è stato ingaggiato Rydell. A causa dei problemi di salute di Rydell prima e di problemi economici poi, la NIKA è stata costretta a non prendere parte a diverse gare; in più occasioni Rydell è stato sostituito dal campione in carica del Turismo Competición 2000 Néstor Girolami. Lo svedese e l'argentino si sono classificati rispettivamente ventunesimo e diciannovesimo, con 4 e 5 punti.
In vista della stagione 2016 la NIKA ha firmato numerosi accordi di sponsorizzazione per scongiurare i problemi economici avuti nella stagione precedente. Successivamente la scuderia, in seguito a ritiro di Rydell, ha ingaggiato il giovane John Bryant-Meisner. A pochi giorni dall'inizio del campionato la NIKA ha annunciato un accordo con la General Motors per l'espansione in altri campionati. Per questo motivo la squadra svedese ha acquistato una Chevrolet Cruze TC1, precedentemente di proprietà della Campos Racing, e ha contestualmente venduto la sua Civic alla Zengő Motorsport. L'auto non vedrà tuttavia mai la pista, in quanto la scuderia, dopo aver più volte posticipato il suo debutto, ha dovuto rinunciare a partecipare al campionato a causa dei gravi problemi economici. 
Nel gennaio 2017 la scuderia, sempre più in difficoltà economiche, ha ceduto tutte le sue attività alla Prosport, che a sua volta non riuscirà mai ad inaugurare un programma sportivo. Negli anni successivi la scuderia, rimasta fortemente ridimensionata, ha partecipato ad alcune competizioni di karting prevalentemente per supportare la carriera sportiva di William Karlsson, figlio di Nicklas.

### Formula Nordic
Nel 2020, sempre con l'obiettivo di supportare la carriera di William, la scuderia ha fatto ritorno alle competizioni professionistiche iscrivendosi alla Formula Nordic. Oltre a Karlsson, la scuderia ha ingaggiato Calle Bergman su una seconda vettura. I due giovani svedesi hanno disputato una buona stagione, ottenendo diversi podi e una vittoria a testa e classificandosi al quinto e sesto posto finale.

## Risultati

### Campionato svedese turismo
| Anno | Vettura            | Pilota          | 1        | 2         | 3       | 4       | 5         | 6        | 7         | 8         | 9        | 10        | 11       | 12        | 13        | 14      | 15        | 16       | 17      | 18    | PP  | Punti | PS  | Punti |
| ---- | ------------------ | --------------- | -------- | --------- | ------- | ------- | --------- | -------- | --------- | --------- | -------- | --------- | -------- | --------- | --------- | ------- | --------- | -------- | ------- | ----- | --- | ----- | --- | ----- |
| 2007 | Chevrolet Lacetti  | Niklas Karlsson | STU 1    | KNU 1     | MAN 1   | KAR 1   | AND NP    | VÅL      | FAL NP    | KAR 2 13  | KNU 2    | STU 2     | MAN 2 16 |           |           |         |           |          |         |       | 22° | 0     | 11° | 0     |
| 2008 | Chevrolet Lacetti  | Thomas Schie    | KNU 1 8  | STU 1 Rit | MAN 1 8 | KAR 1 4 | GÖT 2     | STU 2 8  | FAL 15    | KAR 2 Rit | KNU 2 8  | VÅL 4     | MAN 2 5  |           |           |         |           |          |         |       | 7°  | 26    | 5°  | 26    |
| 2009 | Chevrolet Lacetti  | Thomas Schie    | MAN 1 8  | MAN 2 7   | KAR 1 9 | KAR 2 5 | GÖT 1 Rit | GÖT 2 NP | KNU 1     | KNU 2     | FAL 1    | FAL 2     | KAR 3    | KAR 4     | VÅL 1     | VÅL 2   | KNU 3     | KNU 4    | MAN 3   | MAN 4 | 14° | 7     | 5°  | 60    |
| 2009 | Chevrolet Lacetti  | Pontus Mörth    | MAN 1    | MAN 2     | KAR 1   | KAR 2   | GÖT 1     | GÖT 2    | KNU 1 Rit | KNU 2 9   | FAL 1 12 | FAL 2 6   | KAR 3 9  | KAR 4 7   | VÅL 1 8   | VÅL 2 8 | KNU 3 11  | KNU 4 8  | MAN 3 7 | MAN 4 | 11° | 15    | 5°  | 60    |
| 2010 | Chevrolet Cruze LT | Viktor Hallrup  | JYL 1 13 | JYL 2 10  | KNU 1 6 | KNU 2 9 | KAR 1     | KAR 2    | GÖT 1 9   | GÖT 2 6   | FAL 1 7  | FAL 2 Rit | KAR 3 7  | KAR 4 Rit | JYL 1 Rit | JYL 2 7 | KNU 3 Rit | KNU 4 14 | MAN 1 7 | MAN 2 | 11° | 63    | 7°  | 67    |

### Campionato scandinavo turismo
| Anno | Vettura              | Pilota         | 1        | 2        | 3         | 4         | 5        | 6         | 7       | 8         | 9        | 10        | 11       | 12       | 13        | 14      | 15       | 16       | 17       | 18       | PP  | Punti | PS | Punti |
| ---- | -------------------- | -------------- | -------- | -------- | --------- | --------- | -------- | --------- | ------- | --------- | -------- | --------- | -------- | -------- | --------- | ------- | -------- | -------- | -------- | -------- | --- | ----- | -- | ----- |
| 2011 | Chevrolet Cruze LT   | Rickard Rydell | JYL 1 4  | JYL 2 5  | KNU 1 3   | KNU 2 Rit | MAN 1 2  | MAN 2 4   | GÖT 1   | GÖT 2 5   | FAL 1 3  | FAL 2 5   | KAR 1 5  | KAR 2 4  | JYL 1 Rit | JYL 2 5 | KNU 3 1  | KNU 4 6  | MAN 3 1  | MAN 4    | 1°  | 229   | 4° | 263   |
| 2011 | Chevrolet Cruze LT   | Viktor Hallrup | JYL 1 NP | JYL 2 NP | KNU 1 13  | KNU 2 15† | MAN 1 10 | MAN 2 15† | GÖT 1 6 | GÖT 2 Rit | FAL 1 13 | FAL 2 Rit | KAR 1 12 | KAR 2 15 | JYL 1 13  | JYL 2 7 | KNU 3 10 | KNU 4 11 | MAN 3 11 | MAN 4 15 | 19° | 16    | 4° | 263   |
| 2011 | Chevrolet Cruze LT   | Michel Nykjær  | JYL 1    | JYL 2    | KNU 1     | KNU 2     | MAN 1    | MAN 2     | GÖT 1   | GÖT 2     | FAL 1    | FAL 2     | KAR 1    | KAR 2    | JYL 1     | JYL 2   | KNU 3 4  | KNU 4 15 | MAN 3 5  | MAN 4 18 | 18° | 22    | 4° | 263   |
| 2012 | Chevrolet Cruze 1.6T | Rickard Rydell | MAN 1 2  | MAN 2    | KNU 1     | KNU 2     | STU 1 5  | STU 2 3   | MAN 3 2 | MAN 4 3   | ÖST 1 3  | ÖST 2 4   | JYL 1 2  | JYL 2 4  | KNU 3     | KNU 4 1 | SOL 1 4  | SOL 2 4  |          |          | 2°  | 258   | –  | –     |
| 2012 | Chevrolet Cruze 1.6T | Michel Nykjær  | MAN 1 6  | MAN 2 4  | KNU 1 Rit | KNU 2 1   | STU 1 4  | STU 2 1   | MAN 3 4 | MAN 4 1   | ÖST 1 5  | ÖST 2 5   | JYL 1    | JYL 2    | KNU 3 1   | KNU 4 2 | SOL 1 9  | SOL 2 8  |          |          | 3°  | 231   | –  | –     |

### Campionato del mondo turismo
| Anno | Vettura              | Pilota             | 1        | 2        | 3     | 4       | 5         | 6        | 7        | 8       | 9        | 10       | 11       | 12       | 13       | 14       | 15       | 16      | 17       | 18       | 19       | 20        | 21       | 22        | 23       | 24        | PP  | Punti | PS | Punti |
| ---- | -------------------- | ------------------ | -------- | -------- | ----- | ------- | --------- | -------- | -------- | ------- | -------- | -------- | -------- | -------- | -------- | -------- | -------- | ------- | -------- | -------- | -------- | --------- | -------- | --------- | -------- | --------- | --- | ----- | -- | ----- |
| 2010 | Chevrolet Cruze LT   | Leonel Pernía      | BRA 1    | BRA 2    | MAR 1 | MAR 2   | ITA 1 18† | ITA 2 10 | BEL 1    | BEL 2   | POR 1    | POR 2    | GBR 1    | GBR 2    | CZE 1    | CZE 2    | GER 1    | GER 2   | SPA 1    | SPA 2    | GPN 1    | GPN 2     | MAC 1    | MAC 2     |          |           | 22° | 1     | -  | 0     |
| 2012 | Chevrolet Cruze 1.6T | Rickard Rydell     | ITA 1 4  | ITA 2 10 | SPA 1 | SPA 2   | MAR 1     | MAR 2    | SVC 1    | SVC 2   | UNG 1    | UNG 2    | AUT 1    | AUT 2    | POR 1    | POR 2    | BRA 1    | BRA 2   | USA 1    | USA 2    | GPN 1    | GPN 2     | CIN 1    | CIN 2     | MAC 1    | MAC 2     | 19° | 14    | –  | 0     |
| 2013 | Chevrolet Cruze 1.6T | Michel Nykjær      | ITA 1 20 | ITA 2    | MAR 1 | MAR 2 7 | SVC 1 7   | SVC 2 12 | UNG 1 10 | UNG 2 9 | AUT 1    | AUT 2 5  | RUS 1 7  | RUS 2 1  | POR 1 3  | POR 2 3  | ARG 1 6  | ARG 2 4 | USA 1 12 | USA 2 17 | GPN 1    | GPN 2     | CIN 1    | CIN 2     | MAC 1    | MAC 2     | 7°  | 180   | 7° | 75    |
| 2013 | Chevrolet Cruze 1.6T | Hiroki Yoshimoto   | ITA 1    | ITA 2    | MAR 1 | MAR 2   | SVC 1     | SVC 2    | UNG 1    | UNG 2   | AUT 1    | AUT 2    | RUS 1    | RUS 2    | POR 1    | POR 2    | ARG 1    | ARG 2   | USA 1    | USA 2    | GPN 1 18 | GPN 2 Rit | CIN 1    | CIN 2     | MAC 1    | MAC 2     | NC  | 0     | 7° | 75    |
| 2013 | Chevrolet Cruze 1.6T | Rickard Rydell     | ITA 1    | ITA 2    | MAR 1 | MAR 2   | SVC 1     | SVC 2    | UNG 1    | UNG 2   | AUT 1    | AUT 2    | RUS 1    | RUS 2    | POR 1    | POR 2    | ARG 1    | ARG 2   | USA 1    | USA 2    | GPN 1    | GPN 2     | CIN 1 14 | CIN 2 29† | MAC 1    | MAC 2     | NC  | 0     | 7° | 75    |
| 2013 | Chevrolet Cruze 1.6T | Yukinori Taniguchi | ITA 1    | ITA 2    | MAR 1 | MAR 2   | SVC 1     | SVC 2    | UNG 1    | UNG 2   | AUT 1    | AUT 2    | RUS 1    | RUS 2    | POR 1    | POR 2    | ARG 1    | ARG 2   | USA 1    | USA 2    | GPN 1 17 | GPN 2 16  | CIN 1 21 | CIN 2 23  | MAC 1 17 | MAC 2 Rit | NC  | 0     | 7° | 75    |
| 2014 | Honda Civic WTCC     | Yukinori Taniguchi | MAR 1    | MAR 2    | FRA 1 | FRA 2   | UNG 1 17  | UNG 2 17 | SVC 1    | SVC 2   | AUT 1    | AUT 2    | RUS 1    | RUS 2    | BEL 1    | BEL 2    | ARG 1    | ARG 2   | PEC 1    | PEC 2    | CIN 1    | CIN 2     | GPN 1    | GPN 2     | MAC 1    | MAC 2     | NC  | 0     | NC | 0     |
| 2015 | Honda Civic WTCC     | Rickard Rydell     | ARG 1 10 | ARG 2 9  | MAR 1 | MAR 2   | UNG 1     | UNG 2    | GER 1    | GER 2   | RUS 1 13 | RUS 2 11 | SVC 1    | SVC 2    | FRA 1 11 | FRA 2 10 | POR 1    | POR 2   | GPN 1    | GPN 2    | CIN 1    | CIN 2     | THA 1    | THA 2     | QAT 1    | QAT 2     | 21° | 4     | 7° | 42    |
| 2015 | Honda Civic WTCC     | Néstor Girolami    | ARG 1    | ARG 2    | MAR 1 | MAR 2   | UNG 1     | UNG 2    | GER 1    | GER 2   | RUS 1    | RUS 2    | SVC 1 10 | SVC 2 11 | FRA 1    | FRA 2    | POR 1 SQ | POR 2 8 | GPN 1    | GPN 2    | CIN 1    | CIN 2     | THA 1    | THA 2     | QAT 1    | QAT 2     | 19° | 5     | 7° | 42    |

### Formula Nordic
| Anno | Telaio          | Motore         | Pilota             | 1         | 2        | 3        | 4        | 5         | 6        | 7        | 8        | 9         | 10      | 11        | 12      | 13        | 14      | 15       | 16       | 17       | PP  | Punti |
| ---- | --------------- | -------------- | ------------------ | --------- | -------- | -------- | -------- | --------- | -------- | -------- | -------- | --------- | ------- | --------- | ------- | --------- | ------- | -------- | -------- | -------- | --- | ----- |
| 2020 | Signatech FR1.6 | Renault K4M-RS | William Karlsson   | FAL 1 3   | FAL 2 4  | FAL 3    | KAR 1 7  | KAR 2 Rit | KAR 3 11 | SKE 1 9  | SKE 2 5  | SKE 3 5   | AND 1 3 | AND 2 5   | AND 3   | MAN 1 3   | MAN 2 1 | KNU 1 2  | KNU 2    |          | 5°  | 199   |
| 2020 | Signatech FR1.6 | Renault K4M-RS | Calle Bergman      | FAL 1 6   | FAL 2 7  | FAL 3 7  | KAR 1 3  | KAR 2 7   | KAR 3 1  | SKE 1 4  | SKE 2 7  | SKE 3 7   | AND 1 4 | AND 2 8   | AND 3 2 | MAN 1 8   | MAN 2 5 | KNU 1 10 | KNU 2 9  |          | 6°  | 145   |
| 2021 | Signatech FR1.6 | Renault K4M-RS | William Karlsson   | SKE 1     | SKE 2 1  | SKE 3 2  | FAL 1    | FAL 2 1   | FAL 3 1  | KAR 1    | KAR 2    | KAR 3 6   | AND 1 2 | AND 2 1   | MAN 1 4 | MAN 2 Rit | KNU 1 2 | KNU 2 3  |          |          | 1°  | 305   |
| 2021 | Signatech FR1.6 | Renault K4M-RS | Calle Bergman      | SKE 1 4   | SKE 2 3  | SKE 3 4  | FAL 1 6  | FAL 2 8   | FAL 3 NP | KAR 1 6  | KAR 2 6  | KAR 3 2   | AND 1 3 | AND 2 Rit | MAN 1   | MAN 2     | KNU 1   | KNU 2    |          |          | 7°  | 98    |
| 2022 | Signatech FR1.6 | Renault K4M-RS | Benjamin Fuglesang | AND 1 Rit | AND 2    | FAL 1 2  | FAL 2    | FAL 3 4   | AND 3 2  | AND 4 3  | KAR 1 4  | KAR 2 Rit | AND 5 4 | AND 6 1   | RUD 1   | RUD 2 1   | MAN 1 3 | MAN 2    |          |          | 2°  | 259   |
| 2023 | Signatech FR1.6 | Renault K4M-RS | Viktor Molander    | MAN 1 11  | MAN 2 10 | MAN 3 11 | AND 1 17 | AND 2 16  | KAR 1 NP | KAR 2 NP | KAR 3 NP | SKE 1 7   | SKE 2 9 | SKE 3 9   | SKE 3 6 | RUD 1 8   | RUD 2 9 | JYL 1 25 | JYL 2 23 | JYL 3 23 | 11° | 37    |